# Pępóweczka wątrobowcowa

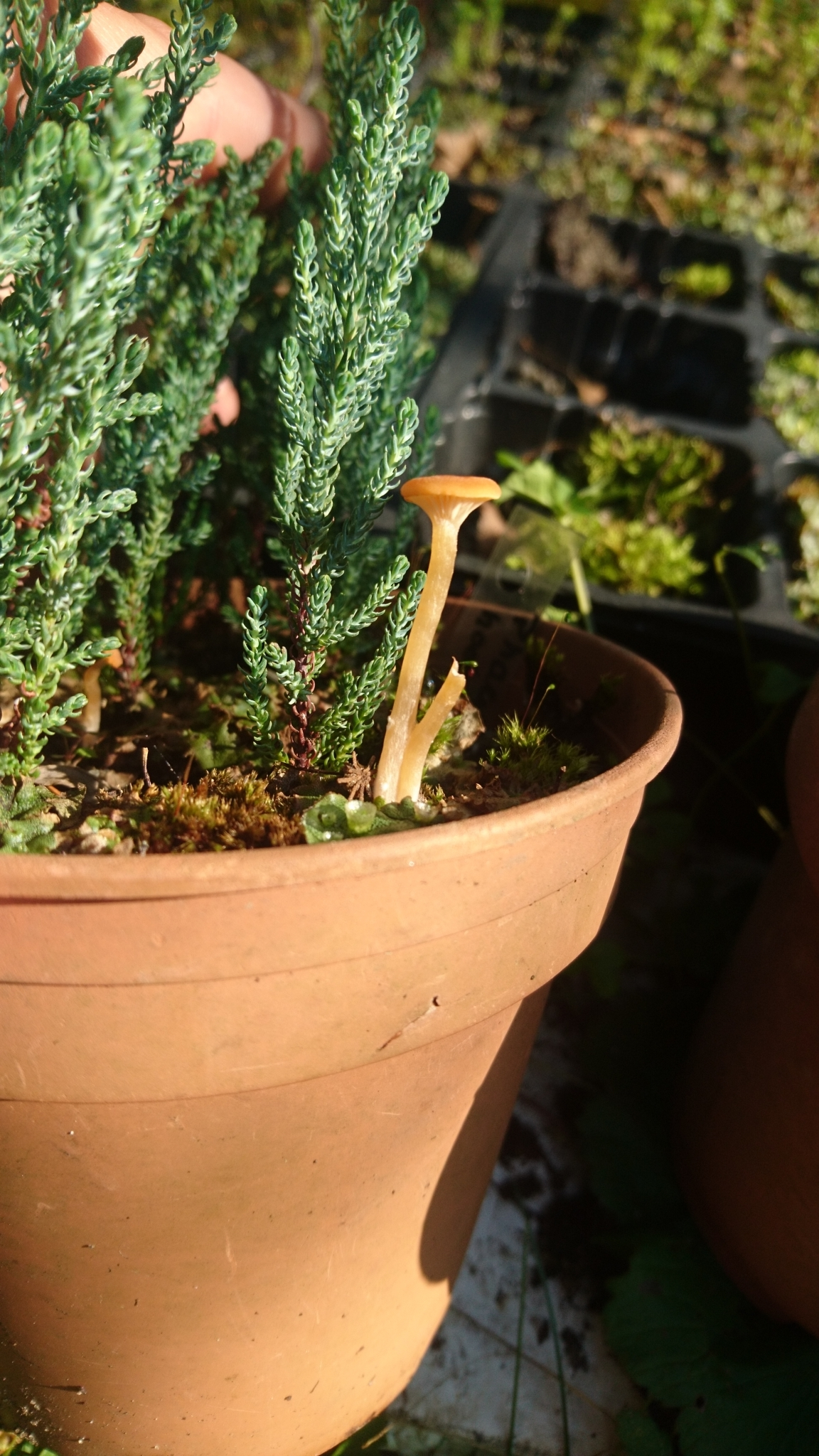

Pępóweczka wątrobowcowa (Loreleia marchantiae (Singer & Clémençon) Redhead, Moncalvo, Vilgalys & Lutzoni) – gatunek grzybów z typu podstawczaków (Basidiomycota).

## Systematyka i nazewnictwo
Pozycja w klasyfikacji według Index Fungorum: Loreleia, Incertae sedis, Incertae sedis, Incertae sedis, Agaricomycetes, Agaricomycotina, Basidiomycota, Fungi.
Po raz pierwszy takson ten opisali w 1971 r. Rolf Singer i Heinz Clémençon, nadając mu nazwę Gerronema marchantiae. Obecną nazwę nadali mu Scott Alan Redhead, Jean-Marc Moncalvo, Rytas L. Vilgalys i François M. Lutzoni w 2002 r. Ma 8 synonimów. Niektóre z nich:
- Gerronema marchantiae Singer & Clémençon 1971
- Omphalina marchantiae (Singer & Clémençon) Norvell, Redhead & Ammirati 1994[2].

Polską nazwę zarekomendował Władysław Wojewoda w 2003 r., ale dla synonimu Gerronema marchantiae. Jest niespójna z aktualną nazwą naukową.

## Morfologia
Grzyb kapeluszowy o wysokości 1–2 cm z kapeluszem o średnicy zwykle od 0,5 do 2 cm i trzonem o wysokości od 0,5 do 1,5 mm. Kapelusz pomarańczowy, silnie wklęsły (pępkowaty), hymenofor blaszkowaty, z białawymi lub białawoszarymi, zbiegającymi blaszkami. Trzon pomarańczowy, matowy.
Tzw. pępóweczka pomarańczowa (Loreleia postii) jest podobna, ale ma silnie karbowany brzeg kapelusza. Zwykle występuje na torfowiskach i wypaleniskach, ale obydwa te gatunki spotykano także w doniczkach z roślinami. Różnice morfologiczne między tymi gatunkami są niewielkie, nie sposób też podać różnic siedliskowych, prawdopodobnie są to tylko różne etapy rozwojowe tego samego gatunku.

## Występowanie i siedlisko
Znany jest w Ameryce Północnej, Europie i na Nowej Gwinei. W Europie jest rzadki, częściej spotykany w Europie Południowej. W liście wielkowocnikowych grzybów podstawkowych Polski W. Wojewoda przytoczył jedno stanowisko, podane w 1992 r. W późniejszych latach znaleziono wiele nowych stanowisk, podaje je internetowy atlas grzybów. Znajduje się w nim na liście gatunków zagrożonych i wartych objęcia ochroną.
Grzyb naziemny mszakolubny rosnący na zacienionych siedliskach wśród mchów i wątrobowców. Penetruje ryzoidami ich plechy, być może żyje z nimi w symbiozie. Często występuje razem z porostnicą wielokształtną (Marchantia polymorpha). Grzyb mykoryzowy, W. Wojewoda przytacza informację, że współżyje z sinicami z rodzajów Anabaena i Nostoc. Pępóweczkę wątrobowcowa spotykano także w doniczkach z roślinami.